# Arcoverde
Arcoverde est une ville brésilienne de l'ouest de l'État du Pernambouc.

## Géographie
Arcoverde se situe par une latitude de 08° 25′ 08″ sud et par une longitude de 37° 03′ 14″ ouest, à une altitude de 663 mètres.
Sa population était de 65 270 habitants au recensement de 2007. La municipalité s'étend sur 353 km2.
Elle fait partie de la microrégion du sertão do Moxotó, dans la mésorégion du Sertão du Pernambouc.